# Зангиев, Тимур Керимсултанович
Тиму́р Керимсулта́нович Занги́ев (осет. Зæнджиаты Керимсултаны фырт Тимур; род. 27 января 1994, Москва) — российский дирижёр. Заслуженный артист Республики Северная Осетия — Алания (2015). Дирижёр Московского академического музыкального театра имени Станиславского и Немировича-Данченко с 2012 года.
Один из самых молодых дирижёров в мире.

## Биография
«Однажды на репетиции Государственного камерного оркестра дирижёр остановил музыкантов и сказал: „Фагот, извините, но у меня в партитуре си-бемоль“. Музыкант вежливо ответил: „Простите, маэстро, я случайно сыграл си-бекар“. Казалось бы обычная рабочая ситуация, но дирижёру Тимуру Зангиеву в то время не было и …девяти лет. И был он таким маленьким, что, стоя за пультом, не видел музыкантов своего оркестра. Приходилось вставать на несколько подставок и дирижировать, стоя на шаткой конструкции».
Родился 27 января 1994 года в Москве в осетинской семье. Мать — пианистка, концертмейстер в ДМШ имени Лядова, отец — врач-стоматолог. В раннем детстве родители обнаружили у мальчика абсолютный слух. Занятия хоровым пением Тимур начал в трёхлетнем возрасте, с 4,5 лет учился игре на скрипке. Обучался симфоническому дирижированию в музыкальной школе при училище искусств имени Гергиева во Владикавказе. Впервые продирижировал симфоническим оркестром в семилетнем возрасте. В 2004 году стал лауреатом Международного детского фестиваля искусств «Кинотаврик» в Сочи. При содействии Иосифа Кобзона семья Тимура переехала в Москву.
С 2005 года учился в Академическом музыкальном колледже при Московской государственной консерватории имени П. И. Чайковского (класс профессора Анатолия Левина). С 2011 года — студент Московской государственной консерватории имени П. И. Чайковского (класс профессора Геннадия Рождественского).

## Поддержка
- с 2002 года — стипендиат президента Республики Северная Осетия — Алания[3];
- с 2004 года — стипендиат фонда В. Спивакова, получил в дар скрипку итальянского мастера[6][7];
- с 2004 года — стипендиат фонда «Русское исполнительское искусство»[3];

## Фестивали и конкурсы
Принимал участие в фестивалях:
- «Кинотаврик» (2004), объявлен «маэстро» фестиваля[3];
- «Москва встречает друзей» Владимира Спивакова (2005, 2006)[5];
- «Кремль музыкальный» Николая Петрова (2007)[5];
- «Классика над Волгой» (2009, 2010)[5];
- «Дни высокой музыки» Дмитрия Когана (2011)[5].
- «Классика OPEN FEST» (2015, 2016)[8][9]
- Международный Кавказский фестиваль «Мариинский — Владикавказ» (2017).[10]

Лауреат III премии II Всероссийского музыкального конкурса в Москве (2015).

## Творческая деятельность
Дирижировал такими коллективами, как оркестр Мариинского театра, оркестр «Новая Россия», Государственный камерный оркестр «Виртуозы Москвы», Государственный академический камерный оркестр России, Концертный симфонический оркестр Московской консерватории, филармонический оркестр Монте-Карло и др. Дирижёр-постановщик оперы В. Пашкевича «Скупой» (Тольятти, 2012). Музыкальный руководитель нескольких оперных постановок в Музыкальном театре им. К. С. Станиславского и Вл. И.Немировича-Данченко («Орфей и Эвридика» К. В. Глюка, 2014;, «Похождения повесы» И. Ф. Стравинского, 2019), проекта по переносу на сцену МАМТ балетов Фредерика Аштона.
С 2011 года — постоянный приглашённый дирижёр Самарской государственной филармонии. С 2012 года — дирижёр-ассистент, а с 2015 — дирижёр Московского академического Музыкального театра имени К. С. Станиславского и Вл. И.Немировича-Данченко. С 2017 года — главный приглашённый дирижёр Тольяттинской филармонии.

## Награды
- Заслуженный артист Республики Северная Осетия — Алания (2015)[18].